# 박규태
박규태(朴奎泰, 1971년 ~ )는 대한민국의 영화 감독, 각본가이다.

## 연출 작품 목록
- 베이비 세일(1997) …각본
- 북경반점(1999) …각본
- 달마야 놀자(2001) …각본
- 날아라 허동구(2007) …감독, 각본
- 박수건달(2013) …각본, 각색
- 아빠를 빌려드립니다(2014) …각본, 각색
- 육사오(6/45)(2022) …감독, 각본